# Zacharie Myboto
Zacharie Myboto, né en 1938, est un homme politique gabonais, longtemps un des piliers du régime sous Omar Bongo, et rentré dans l'opposition en 2005. Il est actuellement président de l'Union nationale.

## Parcours politique
Ancien instituteur, il est le secrétaire administratif du Parti démocratique gabonais, le parti au pouvoir, de 1972 à 1990, et membre de tous les gouvernements successifs de 1978 à 2001. Il est considéré à cette époque comme le « patron politique » des Nzébi, troisième groupe ethnique du Gabon après les Fangs et les Punus.
Zacharie Myboto aurait soutenu la présidentielle congolaise de 1992 Pascal Lissouba, le grand rival de Denis Sassou Nguesso, qui est comme lui d'ethnie nzebi.
Sa deuxième fille Chantal aura une liaison avec le président Omar Bongo. Ils ne se marieront pas mais auront une fille, Onaïda Maïsha Bongo, née en décembre 1990. Chantal Myboto se mariera finalement avec Paul-Marie Gondjout, une figure de l'opposition.
Après avoir démissionné du gouvernement en 2001, il démissionne du PDG en mai 2005 et fonde l'Union gabonaise pour la démocratie et le développement (UGDG). Il arrive en troisième position à l'élection présidentielle gabonaise de 2005 avec 6 % des voix. Il devient président du groupe des « forces du changement » à l'Assemblée nationale en 2007. En 2009, à l'élection présidentielle qui suivra la mort d'Omar Bongo, il recueille 3,94 % des voix.
En février 2010, l'UGDG fusionne avec deux autres partis d'opposition pour créer l'Union nationale, dont Zacharie Myboto devient le président.
En 2016, il soutient le choix de Jean Ping comme candidat de l'opposition.

## Famille
On le considère aujourd'hui comme le patriarche d'un véritable clan Myboto. Ses enfants sont :
- Yolande Myboto, mariée à Mathurin Alaba, neveu d’Omar Bongo
- Chantal Myboto, ancienne compagne d’Omar Bongo, mère d’un de ses enfants, Onaïda Maïsha, aujourd'hui mariée à Paul-Marie Gondjout, fils de Paul Gondjout
- Suzanne Myboto, compagne de Landry Bongo
- Serge Myboto, marié à Ursula Djoué Dabany, nièce de Patience Dabany et donc cousine germaine d'Ali Bongo